# Anticythereis
Anticythereis is een geslacht van uitgestorven kreeftachtigen uit de klasse van de Ostracoda (mosselkreeftjes).

## Soorten
- Anticythereis alabamensis Smith (J. K.), 1978 †
- Anticythereis attitogonensis Apostolescu, 1961 †
- Anticythereis bopaensis Apostolescu, 1961 †
- Anticythereis copelandi Smith (J. K.), 1978 †
- Anticythereis deshpandi (Singh & Misra, 1968) Khosla, 1968 †
- Anticythereis euglypha (Bosquet, 1854) Deroo, 1966 †
- Anticythereis euglyphoidea (Veen, 1936) Deroo, 1966 †
- Anticythereis gaensis Bold, 1964 †
- Anticythereis gautami (Singh & Misra, 1968) Khosla, 1968 †
- Anticythereis judaensis Honigstein, 1984 †
- Anticythereis lowndesensis Smith (J. K.), 1978 †
- Anticythereis mathuri (Singh & Misra, 1968) Khosla, 1968 †
- Anticythereis reticulata (Jennings, 1936) Bold, 1946 †
- Anticythereis saidi Cronin & Khalifa, 1980 †
- Anticythereis seylingi Cronin & Khalifa, 1980 †
- Anticythereis straba Al-Furaih, 1980 †